# Mackenroth-These
Als Mackenroth-These oder Mackenroth-Theorem wird die von Gerhard Mackenroth 1952 formulierte Aussage bezeichnet, dass die Sozialausgaben einer Volkswirtschaft immer aus dem laufenden Volkseinkommen erbracht werden müssen: 

„Nun gilt der einfache und klare Satz, daß aller Sozialaufwand immer aus dem Volkseinkommen der laufenden Periode gedeckt werden muß. Es gibt gar keine andere Quelle und hat nie eine andere Quelle gegeben, aus der Sozialaufwand fließen könnte, es gibt keine Ansammlung von Periode zu Periode, kein ‚Sparen‘ im privatwirtschaftlichen Sinne, es gibt einfach gar nichts anderes als das laufende Volkseinkommen als Quelle für den Sozialaufwand […] Kapitalansammlungsverfahren und Umlageverfahren sind also der Sache nach gar nicht wesentlich verschieden. Volkswirtschaftlich gibt es immer nur ein Umlageverfahren.“

## Bedeutung der Mackenroth-These
Aus der Mackenroth-These folgt, dass das Rentensystem nicht zwangsläufig im Kapitaldeckungsverfahren erfolgen muss, sondern auch im Umlageverfahren organisiert werden kann. Demnach ist das Kapitaldeckungsverfahren de facto nur eine Variante eines grundsätzlich immer vorhandenen Umlagesystems. Das liegt darin begründet, dass die Leistungen und Güter, die die Rentner benötigen, nur in der Gegenwart durch die Arbeitenden erbracht werden können. Nimmt die Zahl der Arbeitenden und damit die Zahl der angebotenen Güter und Leistungen ab, dann nützt auch kein angespartes Kapital, denn dann steht einem hohen Angebot an Geld ein geringes Angebot an Waren gegenüber. Das führt zu steigenden Preisen und zu steigenden Löhnen, an denen aber die nicht arbeitenden Rentner in einem nur kapitalgedeckten System nicht partizipieren. Der Wert der angesparten Rente schmilzt dahin.
Die Befürworter des Umlageverfahrens bevorzugen meist die Form einer staatlich geführten Rentenversicherung, da die Verwaltungskosten geringer sind als bei privat organisierten Lebensversicherungen. Die Verwaltungskosten liegen beispielsweise bei den gesetzlichen Rentenversicherungsträgern in Deutschland bei 2 bis 3 % der Beitragszahlungen und damit erheblich niedriger als bei privaten Rentenversicherungen (z. B. in Chile, wo die Verwaltungskosten 20 % der Beitragszahlungen betragen).
Diese Betrachtungsweise spielte Ende der 1950er Jahre eine wichtige Rolle in der Diskussion über eine große Sozialreform in der Bundesrepublik Deutschland. Die damals bestehenden Rücklagen der kapitalgedeckten Rentenversicherung waren durch Krieg, Inflation und Währungsreform größtenteils vernichtet worden. Zudem hatte man bis dato nie Rücklagen in ausreichender Höhe ansammeln können. Die Altersrenten wurden faktisch durch laufende Einnahmen und staatliche Zuschüsse finanziert. Vor diesem Hintergrund kam allmählich eine wissenschaftliche Diskussion in Gang, ob eine Kapitaldeckung überhaupt möglich und nötig sei. Die Frage wurde damals verneint. Entsprechend sprach Wilfrid Schreiber, der „Vater der dynamischen Rente“ von der „irrigen Zwangsvorstellung, Deckungsreserven bilden zu müssen“. So wurde die Mackenroth-These grundlegende Maxime für die große Rentenreform von 1957. Die kapitalgedeckte „Sparrente“ wurde auf das „dynamische Umlageverfahren“ umgestellt.
Größere Bedeutung erlangte das Mackenroth-Theorem wieder im Rahmen der Auseinandersetzungen um die Rentenreformen seit den 1990er Jahren.

## Kritik
Die These, dass die Sozialausgaben einer Volkswirtschaft (im volkswirtschaftlichen Sinne als Konsum) immer aus dem laufenden Volkseinkommen erbracht werden müssen, ist unstrittig und ergibt sich schon aus der Technik der volkswirtschaftlichen Gesamtrechnung (Verwendungsrechnung), gemäß der gilt: 
{\displaystyle Y\!\,=C+S}
mit dem Volkseinkommen {\displaystyle Y}, dem Konsum {\displaystyle C} und der volkswirtschaftlichen Ersparnis {\displaystyle S}. 
Nach Ansicht von Kritikern folgt daraus aber nicht, dass die kapitalgedeckte Altersvorsorge sinnlos wäre. Sie könne das Umlagesystem ergänzen, weil sich dadurch eine höhere Sparquote ergebe. Einerseits könne angespartes Kapital in der eigenen Volkswirtschaft nutzbringend investiert werden, so dass damit das zukünftige Volkseinkommen steige. Andererseits könne das Kapital international investiert werden, so dass die Altersvorsorge nicht nur von der eigenen Volkswirtschaft abhängig sei. Viele Altersvorsorgesysteme verwenden daher sowohl das Umlageverfahren als auch die Kapitaldeckung.
Allerdings haben empirische Studien ergeben, dass die Sparquote in Ländern mit einem Rentensystem im Kapitaldeckungsverfahren nicht höher ist als in Ländern mit einem Rentensystem im Umlageverfahren. Ein Zusammenhang zwischen der Art der Organisation des Rentensystems und der Höhe der Sparquote konnte also nicht hergestellt werden. Damit konnte auch nicht belegt werden, dass eine kapitalgedeckte Altersvorsorge zu höheren Wachstumsraten führt. Dies wird auch anhand der Modellrechnungen von Paul A. Samuelson belegt.
Eine negative Ersparnis S wäre möglich, zum Beispiel indem zugelassen wird, dass sich langlebige Vermögensgegenstände allmählich abnutzen und nicht im selben Umfang erneuert bzw. auf dem neusten Stand gehalten werden, dadurch könne der Konsum C zeitweilig das Volkseinkommen Y übersteigen. Die Mackenroth-These geht auch nicht auf die Frage ein, ob Sozialaufwand zu verschiedenen Zeiten unterschiedlich leicht oder schwer aufgebracht werden kann und welche Anreiz- und Verteilungswirkungen sich je nach Ausgestaltung des Systems ergeben.

## Benennung
Winfried Schmähl hat darauf hingewiesen, dass die These bereits 1939/1940 von Theodor Bühler, damals im Arbeitswissenschaftlichen Institut der DAF beschäftigt, aufgestellt wurde. Mackenroth habe der These aber zu größerer Bekanntheit verholfen, weswegen sie bereits früh als „Mackenrothsche These“ oder Mackenroth-Theorem bezeichnet wurde.

## Belege
1. ↑  Ursula Engelen-Kefer: Kapitalfundierung im Gesundheits- und Alterssicherungssystem. In: Herbert Rische, Winfried Schmähl: Gesundheits- und Alterssicherung – gleiche Herausforderungen, gleiche Lösungen? Lit-Verlag, Münster, 2004, ISBN 3-8258-7136-3. S. 110.
2. ↑  Axel Börsch-Supan: Sozialpolitik. In: Handbuch der Volkswirtschaftslehre, Band 2. ISBN 3540612629. S. 203.
3. ↑  Clemens Fuest: Sind unsere sozialen Sicherungssysteme generationengerecht? (Freiburger Diskussionspapiere zur Ordnungsökonomik), No. 07/3. In: Walter Eucken Institut. Institut für Allgemeine Wirtschaftsforschung Abteilung für Wirtschaftspolitik Albert-Ludwigs Universität Freiburg i. Br. (Leibniz-Informationszentrum Wirtschaft), S. 3
4. ↑  Bert Rürup: „Mackenroths Theorem“: Ein Zombie der Rentenpolitik. (pdf; 126 kB) Handelsblatt Research Institute, 5. August 2016, abgerufen am 10. Januar 2017.
5. ↑   Alterssicherungspolitik: breitere Versicherungspflicht, Leistungsrücknahmen, ergänzende private Vorsorge, garantierte Mindestsicherung. In: fes.de. Mai 1999, abgerufen am 18. Oktober 2024.
6. ↑  Winfried Schmähl: Über den Satz: „Aller Sozialaufwand muß immer aus dem Volkseinkommen der laufenden Periode gedeckt werden“. In: Hamburger Jahrbuch für Wirtschafts- und Gesellschaftspolitik, 26. Jahrgang (1981), S. 147–171.